# Sándwich de tomate
Un sándwich de tomate es un plato cuya receta suelen consistir de tomates (ya sea maduros o demasiado maduros), mayonesa, sal y pimienta sobre pan blanco suave comercial. Generalmente se espera que sea desaliñado al comer.

## Gastonomía y orígenes
Según Tasting Table, al Virginia Chronicle se le atribuye «ampliamente» la primera mención del sándwich en 1911. Según la revista Gwinnett Magazine, el Chronicle informó que un hombre describió su almuerzo como «un sándwich de tomate, una rodaja de sandía, té helado y una rebanada de pastel de crema de coco».
El sándwich de tomate está asociado con la gastronomía del sur de Estados Unidos y según Yahoo! News se considera una parte importante de esa cocina. Según Chuck Reece, editor de Salvation South de Georgia Public Radio, el sándwich de tomate es «una cosa, una cosa perfecta, sobre la cual todos los sureños pueden estar de acuerdo». El New York Times lo llamó «el sándwich que los sureños esperan todo el año». Jenn Rice, escribiendo en Garden & Gun, dice: «El sabor del tomate untado con mayonesa es una parte tan importante de nuestros recuerdos del verano que prácticamente es parte de nuestro ADN».
Aparte del sur del país, sin embargo, en el resto de Estados Unidos el sándwich de tomate no es muy conocido y, a veces, se burlan de él; La escritora gastronómica de Seattle Geraldine DeRuiter causó revuelo cuando opinó que «un 'sándwich de tomate' no es un sándwich. Simplemente no tienes los ingredientes para hacer un BLT». La youtuber de Carolina del Norte, SouthernASMR, publicó un video de ella misma preparando y comiendo un sándwich de tomate y «muchas personas ... no sureñas» se burlaron de ella, algunas calificando el sándwich de «asqueroso», según el New York Times. El escritor de Southern Living, Rick Bragg, dijo que una reacción común de quienes se encontraban fuera del sur cuando oían hablar del sándwich era «puaj».

## Ingredientes

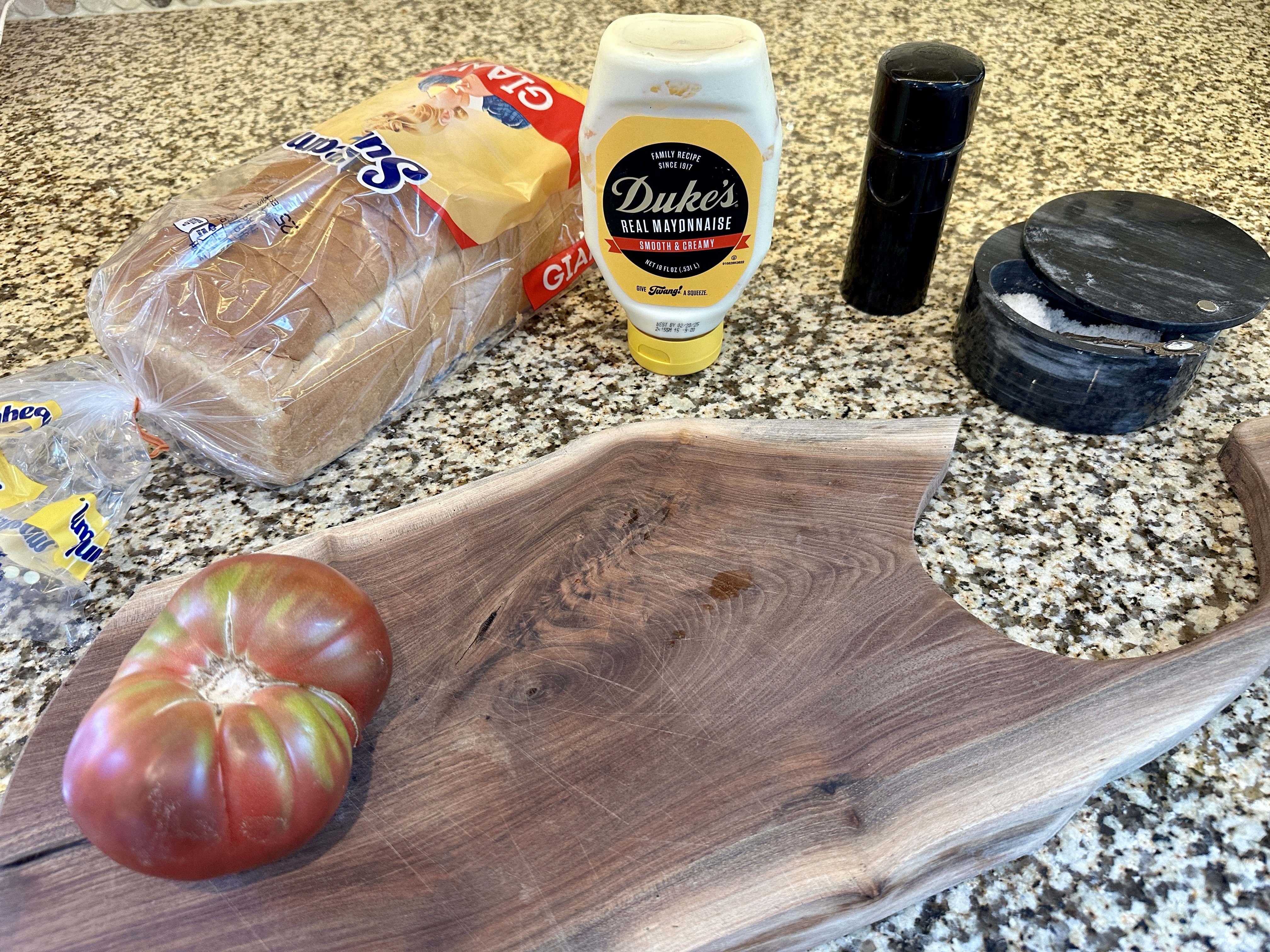
Ingredientes de un sándwich de tomate.

El sándwich estilo sureño se elabora con pan blanco tierno, mayonesa, sal y pimienta. Según Southern Living, esta «fórmula básica ... produce un ideal sureño» y un «verdadero sabor del verano en el Sur». Según The Southern Belle Primer, «Si te apetece ser creativo, puedes añadir una pizca de ajo o, si eres muy atrevido, incluso un poco de curry en polvo».

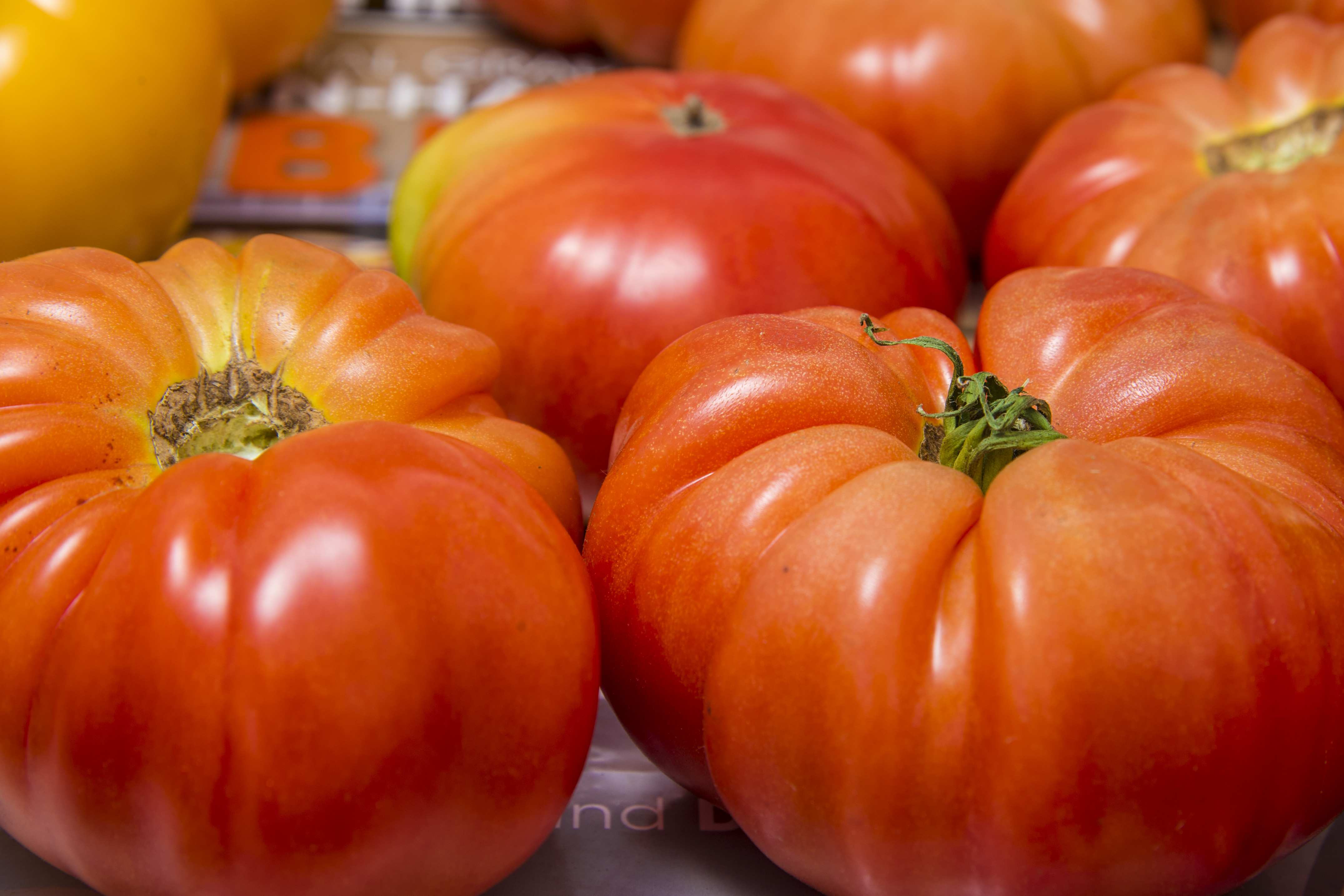
Tomates tradicionales.

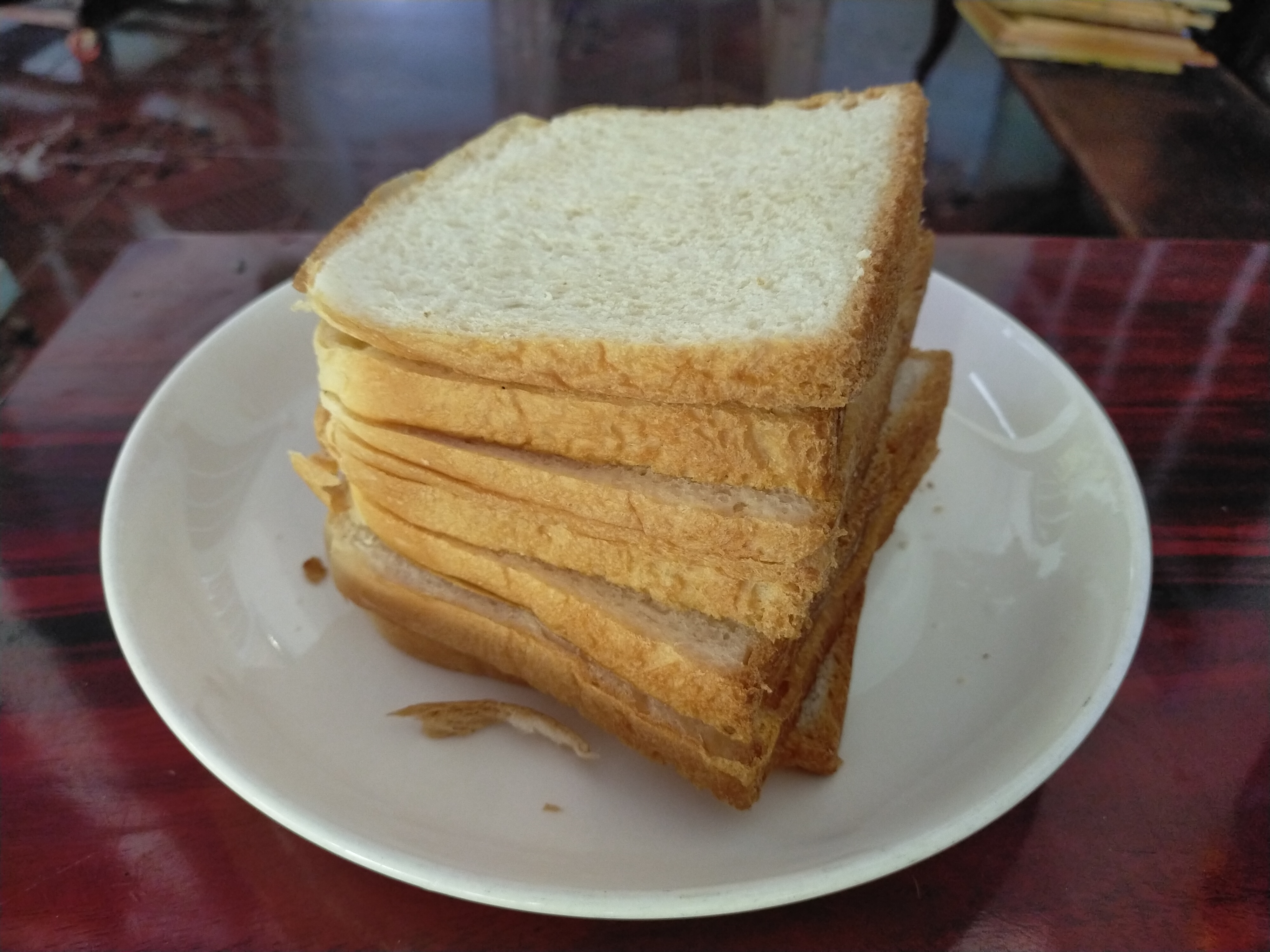
Pan blanco comercial rebanado.

Lo ideal es preparar el sándwich con un tomate fresco, maduro o demasiado maduro, de un huerto familiar o de un mercado de productores; Según Southern Living, Serious Eats y Bitter Southerner, un tomate de supermercado cultivado comercialmente, que puede haber sido recogido inmaduro y almacenado refrigerado, «normalmente carece del mismo nivel de jugosidad, dulzura y complejidad de sabor». Generalmente se recomiendan los tomates tradicionales, como elBeefsteak. Una sola rodaja de tomate del mismo tamaño que el pan y al menos del mismo grosor proporciona un relleno suficiente y evita que las rodajas más finas de tomate se salgan del sándwich.
El pan más comúnmente solicitado es un pan de sándwich comercial blanco, suave y sin tostar, como Sara Lee, Sunbeam, o Wonder Bread. Algunas recetas requieren otros panes blancos suaves como jalá, brioche o pan de leche japonés, pero Bill Smith, exchef de Crook's Corner, dice: «Utilice el pan blanco de marca más barato que pueda encontrar ... Nunca, jamás uses ningún tipo de pan artesanal sofisticado». El experto en tomates tradicionales John Coykendall, hablando con el HuffPost, dijo «tienes que tener ese pan blanco, viejo y barato. Del tipo que normalmente no tocarías en tu vida diaria. Es para lo único que fue creado: sándwiches de tomate». Algunas sandwicheras del sur tuestan el pan, pero normalmente se especifica sin tostar. Mike Barnhardt, del Davie County Enterprise Record, escribió: «BLT con pan tostado, sí; sándwiches de tomate con pan tostado, no».
Las discusiones tongue-in-cheek sobre la elección exacta de mayonesa o pan son comunes entre los sureños. Según Reece, entre los sureños que prefieren la mayonesa Duke's o Blue Plate, la preferencia se ha comparado con «una batalla». Algunos fabricantes de sándwiches prefieren Hellmann's, pero Reece dice: «Bajo ninguna circunstancia debes usar Hellmann's. Se originó en la ciudad de Nueva York». A veces se especifica mayonesa Kewpie.
Una revista de Georgia informó a los fabricantes de sándwiches que «la receta oficial» pedía «dos rebanadas de pan blanco («No tostado. Fresco, por lo que se pega a la parte posterior de los dientes»); un tomate maduro de cosecha propia («Sin pelar. Jugoso, así que hay que sostenerlo sobre el fregadero»); pimienta negra y sal; y "una porción considerable" de mayonesa («no Miracle Whip»)». The Washington Post estuvo de acuerdo en que había reglas: «Elija un pan muy suave; ahora no es el momento para cualquier cosa crujiente artesanal multigrano. Elija un tomate lo suficientemente grande como para llenar cada sándwich con una rebanada gruesa (½ pulgada). Use un tomate sureño mayonesa, como Duke's o Blue Plate, sazone con solo un poco de sal y pimienta. Resista la tentación de adornar; la idea es concentrarse en el sabor del tomate y arremangarse, con muchas servilletas a mano, o comer sobre el fregadero».
Debido a la naturaleza estacional de los tomates locales y de cosecha propia, el sándwich se asocia comúnmente con el verano.

### Variaciones
Las variaciones de la combinación clásica suelen aparecer en los medios a medida que se acerca la temporada del tomate; estas recetas de sándwiches de tomate, que normalmente provienen de fuera del sur, pueden requerir ingredientes adicionales como cebolla, albahaca, perejil, anchoas, queso u otros ingredientes; por un pan integral o un panecillo o galleta artesanal, a veces tostado; servirse a la vista; o para el uso de tomates secados al sol u otros ingredientes aromatizantes en la mayonesa.
Lisa Curran Matte de Tasting Table sostiene que «algunos alimentos de verano son tan perfectos en su forma más simple que sería casi una farsa pensar siquiera en agregar un toque de esto o una pizca de aquello en nombre de elevar un clásico». Joe Yonan, escribiendo en el Washington Post, dice: «Adelante, agrega tu queso, tu albahaca, tu tocino, tu ricota, tu aguacate; todos esos están buenos, pero no son un sándwich de tomate sureño». La autora de libros de cocina Virginia Willis dijo al Washington Post: «Me encanta el pan artesanal, pero no cuando quiero un sándwich de tomate». Bettina Makalintal, escribiendo para Vice Media, dijo que ingredientes adicionales «harían que fuera un sándwich, pero no uno de tomate». El chef Jamie Simpson sostiene que la versión clásica no necesita adornos. «Hay pocas cosas con las que elegimos no tomarnos libertades creativas, [y] una de ellas es el sándwich de tomate».

#### Sándwich de tomate Vicksburg

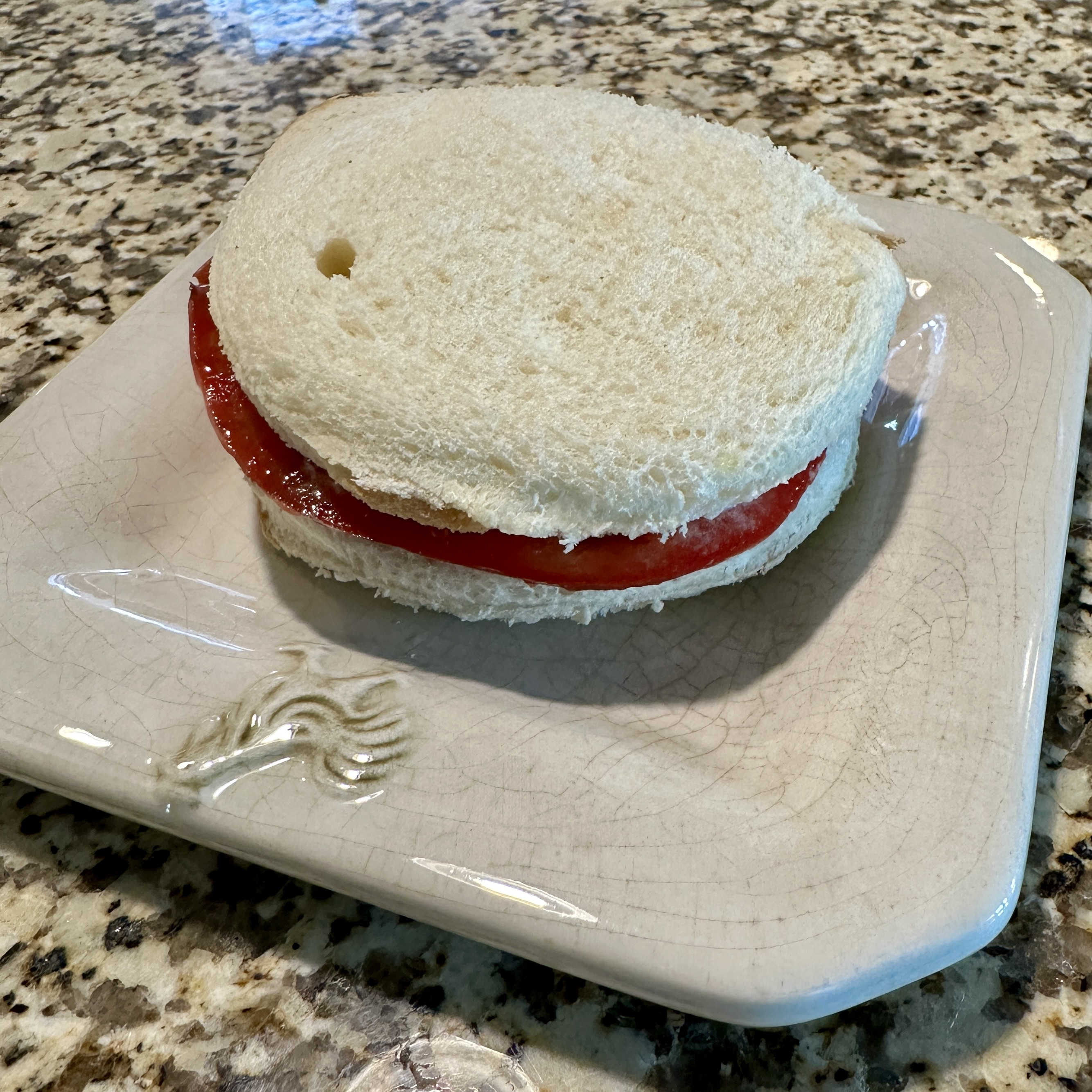
Sándwich de tomate Vicksburg.

El sándwich de tomate de Vicksburg es un tipo de tea sandwich; Se prepara con los mismos ingredientes que un sándwich de tomate, pero el pan se corta en círculos y el tomate se corta en rodajas finas del mismo tamaño que el pan y se escurre para evitar que se ensucie un típico sándwich de tomate sureño. Estos sándwiches se sirven comúnmente como entremeses en cócteles y otros entretenimientos. Según A Southern Belle Primer de 1991, se considera una ofrenda necesaria en este tipo de eventos.

## Preparación y servicio

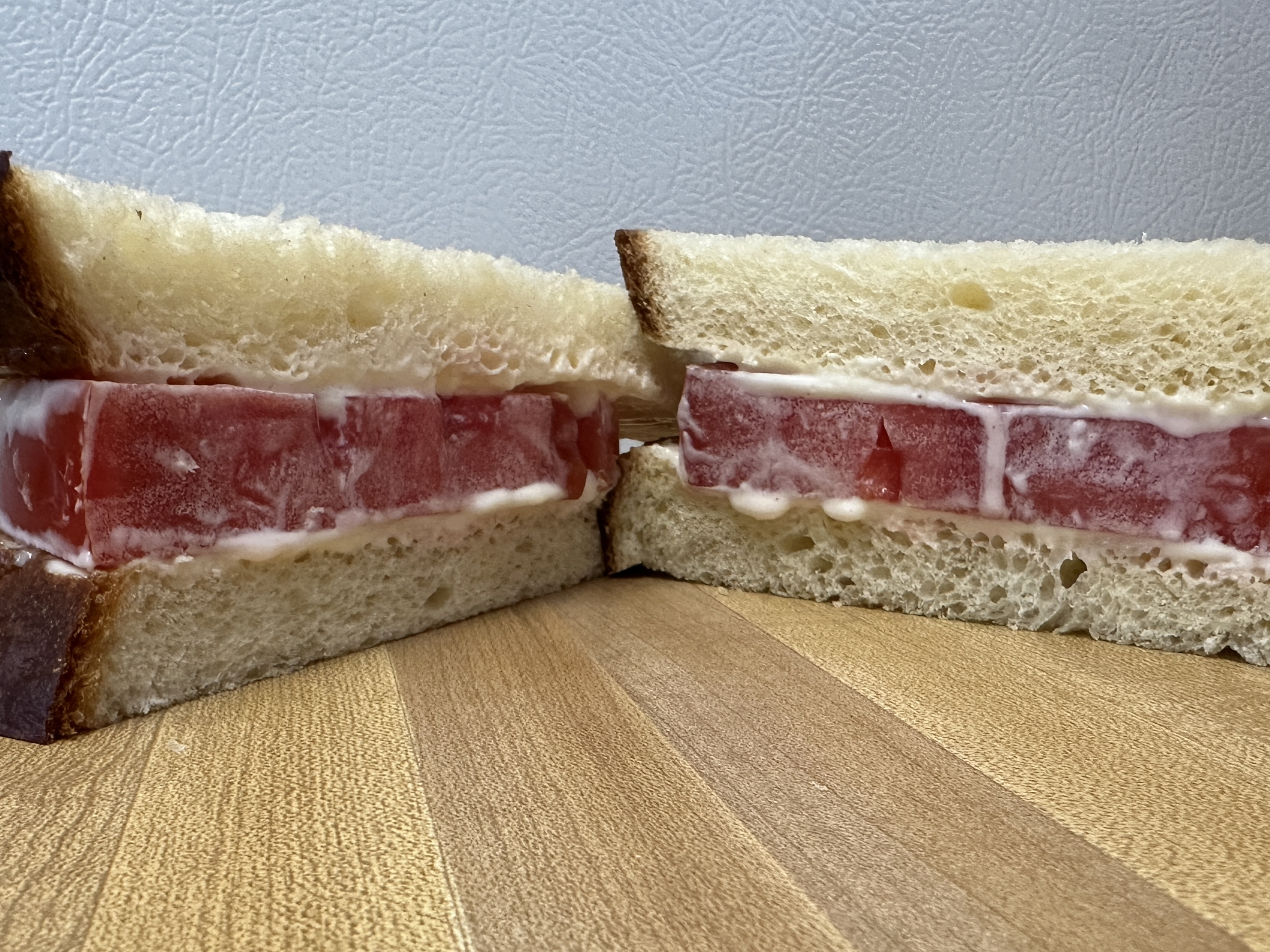
Mitades de sándwich de tomate.

Algunas recetas requieren seleccionar tomates que sean lo suficientemente grandes como para cubrir una rebanada de pan y cortarlos en rodajas al menos tan gruesas como el pan para evitar que se resbalen los tomates más pequeños o en rodajas más finas.
Se monta el sándwich y, según algunas recetas, se deja reposar durante varios minutos para permitir que la sal suelte parte del jugó en la mayonesa y el pan; otros recomiendan servir inmediatamente para evitar el riesgo de que se empapen. Los entusiastas a menudo recomiendan comer el sándwich sobre el fregadero de la cocina debido a su desorden e incluso señalan ese nivel de desorden como el sello distintivo de un excelente sándwich de tomate. White Trash Cooking de Ernest Matthew Mickler incluso nombra la receta Kitchen Sink Tomato Sandwich («Sándwich de tomate para fregadero de cocina»).

## Eventos
Alabama ha celebrado un almuerzo anual de sándwich de tomate desde principios de la década de 2000. La Universidad del Norte de Georgia ha otorgado becas para una cena anual de sándwich de tomate desde finales de la década de 2010.

## Lectura adicional
- Friddell, Guy (11 de julio de 2019). «An ode to the tomato sandwich». The Virginian-Pilot (en inglés estadounidense). Consultado el 7 de julio de 2024.
- Korfhage, Matthew (23 de julio de 2018). «This Southern tomato sandwich could be one of the best things you eat this summer». The Virginian-Pilot (en inglés estadounidense). Consultado el 5 de julio de 2024.

- Datos: Q25220557
- Multimedia: Tomato sandwiches / Q25220557